# Ligue européenne masculine de volley-ball 2017
Vous pouvez aider à l'améliorer ou bien discuter des problèmes sur sa page de discussion.
- Il ne s’appuie pas, ou pas assez, sur des sources secondaires ou tertiaires. (Marqué depuis mars 2018)
- Il est à actualiser. Certains passages sont obsolètes ou annoncent des événements désormais passés. (Marqué depuis mars 2018)

- Archive Wikiwix
- Bing
- Cairn
- DuckDuckGo
- E. Universalis
- Gallica
- Google
- G. Books
- G. News
- G. Scholar
- Persée
- Qwant
- (zh) Baidu
- (ru) Yandex
- (wd) trouver des œuvres sur Wikidata

Navigation
2016 2018
La 14e Ligue européenne de volley-ball se déroule du 9 juin au 2 juillet 2017.

## Équipes participantes
- Albanie
- Azerbaïdjan
- Danemark
- Hongrie
- Israël
- Macédoine du Nord
- Suède
- Ukraine

## Tour préliminaire

### Composition des groupes
| Groupe A                                    | Groupe B                        |
| ------------------------------------------- | ------------------------------- |
| Albanie Azerbaïdjan Macédoine du Nord Suède | Danemark Ukraine Hongrie Israël |

### Groupe A
| # | Équipe            | Pts | J | G | Gt | Pt | P | Sp | Sc | Ratio | Pp | Pc | Ratio |
| 1 | Albanie           | 0   | 0 | 0 | 0  | 0  | 0 | 0  | 0  | MAX   | 0  | 0  |       |
| 1 | Azerbaïdjan       | 0   | 0 | 0 | 0  | 0  | 0 | 0  | 0  | MAX   | 0  | 0  |       |
| 1 | Macédoine du Nord | 0   | 0 | 0 | 0  | 0  | 0 | 0  | 0  | MAX   | 0  | 0  |       |
| 1 | Suède             | 0   | 0 | 0 | 0  | 0  | 0 | 0  | 0  | MAX   | 0  | 0  |       |

#### Semaine 1
- Lieu :  Centre sportif Boris-Trajkovski, Skopje, Macédoine

#### Semaine 2
- Lieu :  Tirana Olympic Park, Tirana, Albanie

### Groupe B
| # | Équipe   | Pts | J | G | Gt | Pt | P | Sp | Sc | Ratio | Pp  | Pc  | Ratio |
| 1 | Danemark | 6   | 3 | 2 | 0  | 0  | 1 | 7  | 3  | 2.333 | 241 | 224 | 1.076 |
| 2 | Ukraine  | 6   | 3 | 2 | 0  | 0  | 1 | 6  | 4  | 1.5   | 238 | 218 | 1.092 |
| 3 | Hongrie  | 3   | 3 | 1 | 0  | 0  | 2 | 4  | 7  | 0.571 | 243 | 250 | 0.972 |
| 4 | Israël   | 3   | 3 | 1 | 0  | 0  | 2 | 4  | 7  | 0.571 | 232 | 262 | 0.885 |

#### Semaine 1
- Venue:  Physical Education College, Ivano-Frankivsk, Ukraine

#### Semaine 2
- Venue:  Continental Aréna, Nyíregyháza, Hongrie

## Phase finale
Les meilleures équipes de chaque groupe ainsi que le meilleur second sont qualifiés pour le final four. Le quatrième participant est l'organisateur du tournoi.
Les équipes qualifiées
- Danemark (Hôte)
- Macédoine du Nord
- Suède
- Ukraine

La phase finale se disputera du 1er juillet au 2 juillet au Danemark.
|  | Demi-finales      | Demi-finales      |                        |   | Finale    | Finale    |
|  | Demi-finales      | Demi-finales      |                        |   | Finale    | Finale    |
|  |                   |                   |                        |   |           |           |
|  | 1 juillet         | 1 juillet         |                        |   | 2 juillet | 2 juillet |
|  | 1 juillet         | 1 juillet         |                        |   | 2 juillet | 2 juillet |
|  | Suède             | 2                 |                        |   | 2 juillet | 2 juillet |
|  | Suède             | 2                 |                        |   | 2 juillet | 2 juillet |
|  | Ukraine           | 3                 |                        |   | 2 juillet | 2 juillet |
|  | Ukraine           | 3                 | Ukraine                | 3 |           |           |
|  | 1 juillet         |                   | Ukraine                | 3 |           |           |
|  |                   | Macédoine du Nord | 1                      |   |           |           |
|  | Danemark          | Macédoine du Nord | 1                      | 2 |           |           |
|  | Danemark          |                   |                        | 2 |           |           |
|  | Macédoine du Nord | 3                 |                        |   |           |           |
|  | Macédoine du Nord | 3                 | Match pour la 3e place |   |           |           |
|  |                   |                   |                        |   |           |           |
|  | 2 juillet         |                   |                        |   |           |           |
|  |                   |                   |                        |   |           |           |
|  | Suède             | 3                 |                        |   |           |           |
|  | Suède             | 3                 |                        |   |           |           |
|  | Danemark          | 1                 |                        |   |           |           |
|  | Danemark          | 1                 |                        |   |           |           |

## Classement final
| Place              | Équipe            |
| ------------------ | ----------------- |
| Médaille d'or      | Ukraine           |
| Médaille d'argent  | Macédoine du Nord |
| Médaille de bronze | Suède             |
| 4                  | Danemark          |
| 5                  | Albanie           |
| 6                  | Hongrie           |
| 7                  | Israël            |
| 8                  | Azerbaïdjan       |

| Champion 2017 de la Ligue Européenne |
| ------------------------------------ |
| Ukraine 1er titre                    |

| Liste des 12 joueurs |
| Kisiljuk, Storozhylov, Kljamar, Plotnytskyy, Drozd, Brova, Kovalchuk, Semenjuk, Tomyn, Fomin, Tupčij, Ševčenko, Tevkun, Levtchenko, Ryabukha |
| Entraîneur |
| Krastiņš |

## Distinctions individuelles
| - MVP - Meilleur passeur - Meilleur attaquant | - Meilleur central - Meilleur attaquant - Meilleur libero - Récompense du Fair-Play |